# Koning Oedipus
Koning Oedipus (Oudgrieks: Οἰδίπους Τύραννος, Latijn: Oedipus Tyrannus of Oedipus Rex) is een tragedie van de oud-Griekse tragediedichter Sophocles. In het toneelstuk poogt Oedipus, koning van Thebe, te achterhalen wie de moord op koning Laios heeft gepleegd en ontdekt dat hijzelf de schuldige is.

## Synopsis
Een tiental jaar vóór de actie van het stuk begint, werd Oedipus door de inwoners van Thebe aangesteld als hun koning, uit dank omdat hij de stad had bevrijd van de raadselzingende Sfinx, een bloeddorstig monster dat de inwoners en de bezoekers belaagde. Kort dáárvoor was de voormalige koning Laius op reis vermoord, en daarom kreeg Oedipus ook de hand van de koningin-weduwe Iocaste aangeboden.
Nu bedreigt een nieuw onheil de welvaart en de voorspoed der Thebanen: de pest zaait dood en verderf in de stad. Wanneer het stuk begint is het wanhopige volk naar Oedipus' paleis gekomen met de smeekbede hen uit de ellende te bevrijden, zoals hij dat vroeger nog heeft gedaan. Het blijkt dat Oedipus hun verzoek heeft voorzien: net op dat ogenblik keert zijn zwager Creon, de broer van zijn vrouw Iocaste, terug van een bezoek aan het orakel van Apollo, met de heuglijke tijding dat het gevaar zal wijken, wanneer de nog steeds voortvluchtige moordenaar van koning Laius zal opgespoord en gestraft worden.
Oedipus gaat onmiddellijk tot de actie over. Het verbaast hem dat de moordenaar nooit eerder werd opgespoord: wie zijn voorganger Laius uit de weg ruimde, heeft het misschien ook wel op zíjn leven gemunt. Tijdens het onderzoek ontbiedt Oedipus de blinde ziener Tiresias. Met tegenzin noemt de wijze profeet na veel aandringen Oedipus zelf als de moordenaar van Laius.
Oedipus is verontwaardigd over deze beschuldiging: hij vermoedt hierin een complot van Creon om hem van de troon te stoten. Iocaste kan nog net verhinderen dat de felle woordentwist tussen de zwagers in een vechtpartij ontaardt. Zieners en goden, zo probeert zij Oedipus gerust te stellen, zijn ook niet onfeilbaar: als bewijs vertelt zij hem dat een orakel lang geleden voorspelde dat haar zoon zijn vader zou doden en kinderen zou verwekken bij zijn eigen moeder. Om die gruwel te vermijden, zo biecht zij op, heeft zij zich ooit van haar pasgeboren zoontje ontdaan. Wat Laius betreft, die werd vele jaren later door rovers vermoord bij een driesprong op de weg naar Delphi.
Bij die woorden krijgt Oedipus het benauwd. Hij herinnert zich plots dat hij ooit, op de vlucht uit zijn vaderstad Korinthe na een gelijkaardige orakelspreuk, na een felle woordenwisseling een oude man heeft gedood, die beantwoordt aan de persoonsbeschrijving van Laius. Ook de plek komt overeen met de beschrijving.
Net op dat moment arriveert een boodschapper uit Korinthe met het nieuws dat Oedipus' (vermeende) vader, koning Polybus, overleden is, en dat het volk van Korinthe Oedipus heeft aangeduid als zijn rechtmatige opvolger. Oedipus, die ineens lijkt te vergeten waar hij mee bezig was, weigert naar Korinthe terug te keren zolang zijn moeder nog in leven is, uit angst dat althans het tweede deel van de voorspelling nog in vervulling zou gaan. De boodschapper ontkracht Oedipus' vrees: hij kan hem verzekeren dat hij niet geboren is uit het bloed van Polybus en Merope, maar dat hij een geadopteerde vondeling uit Thebe was, achtergelaten in de bergen. Deze versie van de feiten wordt bevestigd door een oude herder, aan wie Iocaste ooit had opgedragen de baby uit de weg te ruimen.
Het is nu duidelijk dat de profetie tot in het laatste macabere detail in vervulling is gegaan. Huiverend trekt Iocaste zich terug. Even later komt een bode vertellen dat zij zich uit schaamte en wanhoop heeft verhangen in haar kamer. Oedipus realiseert zich dat hij alleen verantwoordelijk is voor zoveel ellende, krijgt een eruptio en steekt zich de ogen uit (die toch zo veel onheil hebben aanschouwd). Daarna aanvaardt hij edelmoedig en gelaten de straf die hij zelf over de moordenaar heeft uitgesproken: als een zielige banneling verlaat hij de stad Thebe.

## Taal
Het toneelstuk is geschreven in een metrum van zesvoetige jamben.

## Structuur
De peripeteia van het stuk is door Aristoteles zo omschreven, dat een bode arriveerde 'om Oedipus op te vrolijken en te bevrijden van zijn angst met betrekking tot zijn moeder; maar doordat hij Oedipus' identiteit onthulde bewerkte hij het tegenovergestelde.' De agnitio van het stuk beschouwt Aristoteles als een ideaal voorbeeld van dit structuurelement: 'De herkenning is het meest geslaagd wanneer er tegelijkertijd een peripetie plaatsvindt, zoals het geval is met de herkenning in de Oedipus.' Aristoteles onderscheidt vijf typen van herkenning, waarvan de meest geslaagde ten eerste uit de handeling zelf volgt en ten tweede 'bereikt wordt door middel van waarschijnlijke gebeurtenissen; zo gaat het in Sophocles' Oedipus'.
Daarnaast waardeert Aristoteles dat de handeling van het toneelstuk geen onverklaarbare feiten bevat. Die behoren buiten de tragedie te blijven en dat is in dit stuk het geval.
Volgens classicus Piet Gerbrandy bevat het toneelstuk enkele 'onlogische elementen'. Zo heeft Iocaste nog nooit opgemerkt dat de man met wie zij het bed deelt misvormde voeten heeft. Omdat de moord op Laius niet wordt opgelost breekt een epidemie uit, maar wel erg lang na de moord. Daarnaast zijn er enkele onwaarschijnlijke toevalligheden. De bode uit Korinthe is de man die Oedipus als baby aan Polybus heeft gegeven en de enige die de vechtpartij waarbij Laius omkwam heeft overleefd is de herder die de opdracht kreeg om Oedipus als baby te doden.

## Thematiek
Het toneelstuk draait volgens Gerbrandy om de vraag of de mens in staat is zijn lot in eigen hand te nemen, daarbij staat gebrek aan kennis hem in de weg. Oedipus vreest in het begin dat hij van lage afkomst is, maar als later zijn reputatie grote schade oploopt wordt hij vooral door schande beheerst. Gerbrandy ziet deze ontwikkeling tegen de achtergrond van een culturele ontwikkeling waarbij een traditionele schaamtecultuur plaatsmaakt voor een schuldcultuur.

## Doorwerking

### Muziek
In 1692 maakte de Britse componist Henry Purcell samen met librettist John Dryden een muzikale bewerking. Igor Stravinsky componeerde in 1928 Oedipus Rex op een Latijnse tekst (J. Danielou) gebaseerd op een bewerking van Jean Cocteau. De versie van Hölderlin werd in 1959 door Carl Orff op muziek gezet.

### Beeldende kunst
Zowel in de oudheid als de nieuwe tijd tonen de meeste voorstellingen Oedipus en de sfinx, voor het eerst op Griekse vazen uit de zesde eeuw. Een beeld van de sfinx speelt een belangrijke rol in het verhaal 'Het tillenbeest' uit Jan Wolkers' debuut Serpentina's petticoat.

### Film
Pier Paolo Pasolini verfilmde het Oedipusverhaal in zijn Edipo Re (1967), een raamvertelling waarin de klassieke mythe gekoppeld wordt aan hedendaagse thema's en aan de persoon van de regisseur, die als proloog op het drama een scène over zijn eigen, door moederbinding en een afwezige vader getekende jeugd.

## Nederlandse vertalingen
- 1618 – Treurspel van Edipus en Antigone – Willem de Badous (bewerking)
- 1660 – Koning Edipus – Joost van den Vondel
- 1789 – Edipus, koning van Thebe – Willem Bilderdijk
- 1880 – De Koning Oedipoes van Sophokles – Hendrik van Herwerden
- 1903 – Koning Edipus – L.A.J. Burgersdijk
- 1913 – Koning Oedipus – Willem Royaards naar het Duits van Hugo von Hofmannsthal
- 1926 – Koning Oidipoes – P.C. Boutens
- 1952 – Koning Oedipus – Emiel De Waele (herzien 1984)
- 1952 – Koning Oidipoes – R. Thibau en R. De Pauw (herzien 1956 en 1974)
- 1953 – Oedipus Koning. Drama van het schuldbewust worden – Frank Van Doorne en Richard De Man
- 1955 – Koning Oidipoes – Jan Engelman
- 1961 – Koning Oidipous – J.C.B. Eykman
- 1962 – Koning Oidipous – Evert Straat
- 1972 – Oidipoes: tiran van Thebe – Johan Boonen (herzien 1984)
- 1977 – Oidipous Koning – B.A. van Groningen
- 1985 – Koning Oedipus – J. Ector
- 1989 – Koning Oedipus – Jan Pieters
- 1991 – Koning Oedipus – Stefan Van den Broeck (prozavertaling)
- 1996 – Oidipous I, II – Erik Vos
- 2001 – Koning Oidipous – Theo van de Vliet
- 2008 – Oidipous – Gerard Koolschijn
- 2013 – Oedipus heerst – Ben Schomakers
- 2024 – Koning Oidipous – Patrick Lateur

## Bewerkingen
- 1972 – Oidipous Oidipous – Harry Mulisch (bewerking)
- 1978 – Koning Oidipous/Oidipous in Kolonos – Max Croiset (bewerking)
- 1985 – De som van uw bestaan – J.H. Leopold (bewerking)
- 1995 – Oedipus / Antigone – Guus Baas (bewerking)
- 2002 – De ogen van de tiran. De Oedipus van Sophocles – Willy Schuyesmans (jeugdbewerking)